# Entrée du château dans le vieux Stockholm
Entrée du château dans le vieux Stockholm je francouzsko-švédský němý film z roku 1897. Režisérem byl Alexandre Promio (1868–1926). Film měl premiéru 3. července 1897 ve Stockholmu.
Alexandre Promio pobýval na začátku léta 1897 asi dva týdny ve Švédsku, aby proslavil filmy bratrů Lumièrů. Při svém pobytu vytvořil 14 filmů a zaučil zde i prvního švédského tvůrce filmů Ernesta Flormana.

## Děj
Kamera zachycuje několik lidí ve „Starém Stockholmu“, jak se prochází ve středověkých kostýmech. Ženy mají na sobě elegantní dobové šaty a muži představují stráže ve zbroji s lesklými přilbami.